# Helmkopleguanen
Helmkopleguanen (Laemanctus) zijn een geslacht van hagedissen uit de familie Corytophanidae.

## Naam en indeling
De wetenschappelijke naam van de groep werd voor het eerst voorgesteld door Arend Friedrich August Wiegmann in 1834. Er zijn vier soorten, inclusief de pas in 2018 beschreven soort Laemanctus julioi. De helmkopleguanen moeten niet verward worden met de verwante helmleguanen uit het geslacht Corytophanes.

## Verspreiding en habitat
Alle soorten komen voor in delen van Midden-Amerika en leven in de landen Belize, Guatemala, Honduras, Mexico en Nicaragua.
De habitat bestaat uit tropische en subtropische bossen, zowel bergbossen als bossen in laag gelegen gebieden. Sommige soorten komen ook voor in door de mens aangetaste omgevingen nog weinig bomen groeien.

## Beschermingsstatus
Door de internationale natuurbeschermingsorganisatie IUCN is aan twee soorten een beschermingsstatus toegewezen. De helmkopleguaan en de soort Laemanctus serratus worden beide beschouwd als 'veilig' (Least Concern of LC).

## Soorten
Het geslacht omvat de volgende soorten, met de auteur en het verspreidingsgebied.
| Naam                                 | Auteur         | Verspreidingsgebied                            |
| ------------------------------------ | -------------- | ---------------------------------------------- |
| Laemanctus julioi                    | McCranie, 2018 | Honduras                                       |
| Helmkopleguaan (Laemanctus longipes) | Wiegmann, 1834 | Belize, Honduras, Guatemala, Mexico, Nicaragua |
| Laemanctus serratus                  | Cope, 1864     | Belize, Honduras, Guatemala, Mexico            |
| Laemanctus waltersi                  | Schmidt, 1933  | Honduras                                       |